# چار آمتالی
چار آمتالی (به لاتین: Char Amtali) یک روستا در بنگلادش است که در استان باریسال و در ناحیه برگونه واقع شده است.